# Giacomo Gravina
Giacomo Gravina (Caltagirone, 26 luglio 1794 – 8 giugno 1880) è stato un politico italiano.
Tra il 1861 ed il 1862 è stato delegato straordinario per il comune di Catania.
Venne nominato senatore del Regno d'Italia nella VIII legislatura dal 16 novembre 1862. Fu lo zio del senatore Luigi Gravina.